# Lukas Lauermann

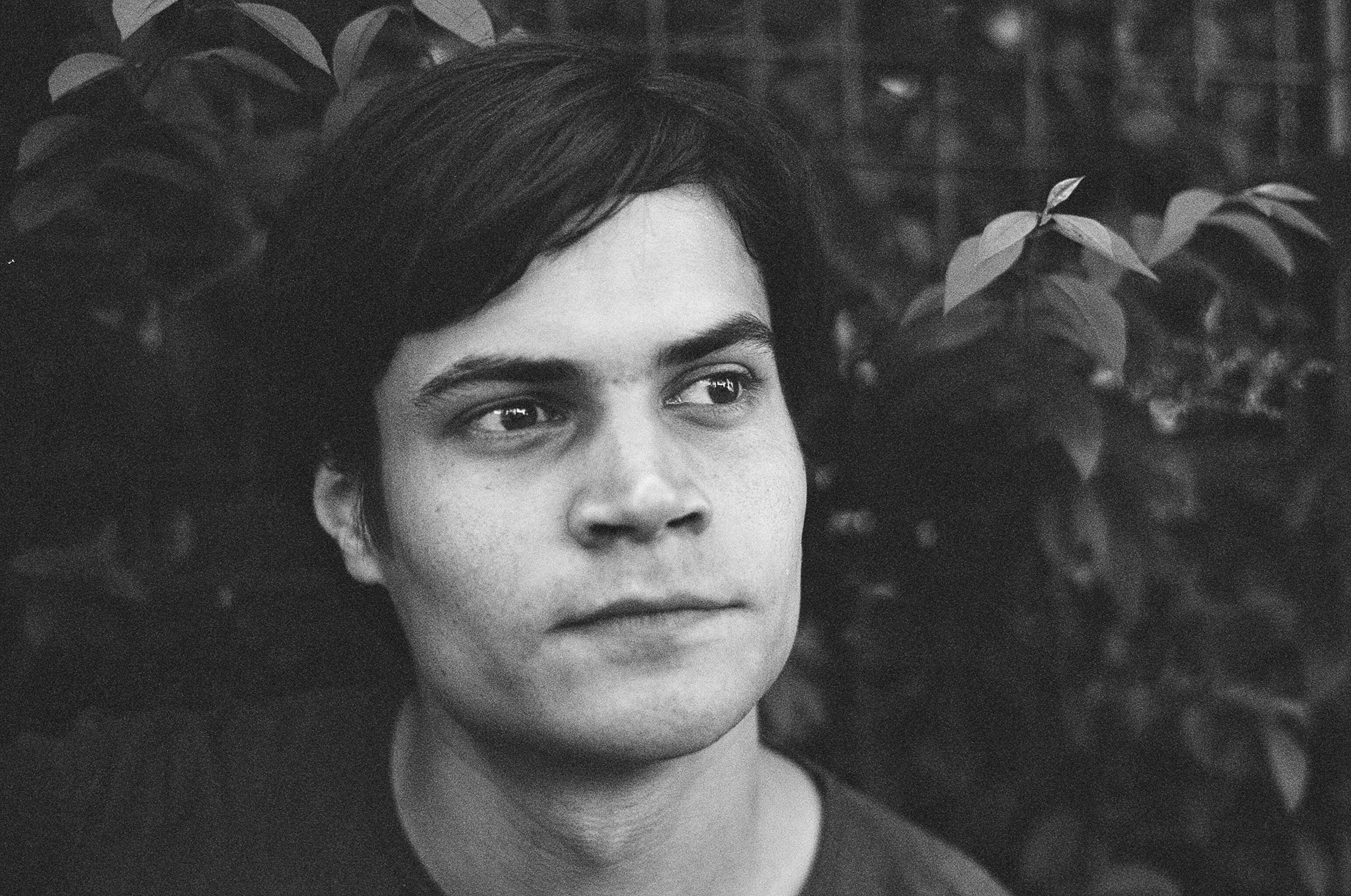
Lukas Lauermann (2013)

Lukas Lauermann (* 18. März 1985 in Wien) ist ein österreichischer Cellist und Komponist.

## Leben

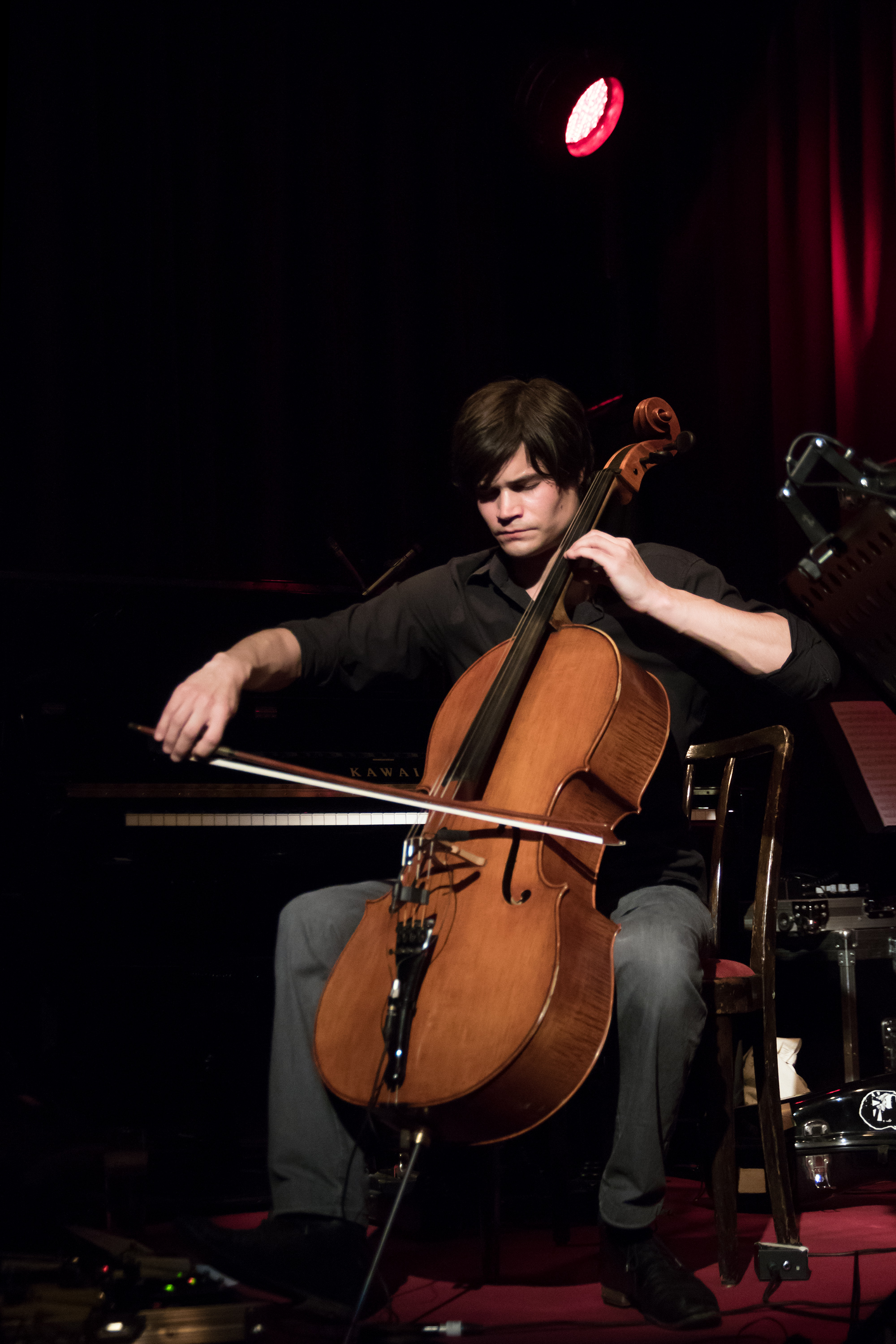
Lukas Lauermann (2016)

Lauermann studierte an der Universität für Musik und darstellende Kunst Wien und der Anton Bruckner Privatuniversität.
Als Live- und Studiomusiker spielt er Cello, befasst sich mit elektronischer Tongestaltung und schreibt Streicherarrangements. Zu seinem Tätigkeitsfeld gehören ferner Einspielungen und Kompositionen für Theater-, Hörspiel- und Filmmusik.
Als Livemusiker, Studiomusiker und Arrangeur hat er dabei bereits unter anderem mit Donauwellenreiter, Alicia Edelweiß, A Life, A Song, A Cigarette, Alp Bora Quartett, Soap&Skin, doppelfinger, Ping Ping, The Twentieth Century, Filament (FLMNT), Ritornell, Alex Miksch, Stephanie Hacker und Alfred Goubran gearbeitet. Livemusiker und Arrangeur war er in Projekten mit Mimu Merz, Krixi, Kraxi und die Kroxn, Eloui, Loretta Who und Mira Lu Kovacs (Schmieds Puls). Als Studiomusiker ist er auf Produktionen mit Andre Heller, Tocotronic, Wanda, Hearts Hearts, Oska, Violetta Parisini, Mauracher, Marilies Jagsch, Raphael Sas, Der Nino aus Wien, Sleep Sleep,  Das Moped, Lausch, Gerard und Die Eternias zu hören.
Auf der Bühne stand er unter anderem mit Mark Lanegan, Ken Stringfellow, Hans-Joachim Roedelius, Tim Story und Velojet. Seit Herbst 2013 tourt er auch mit seinem Soloprojekt. Die Konzerttätigkeit führte ihn, neben Auftritten in Österreich (Porgy & Bess, Wiener Konzerthaus, Burgtheater u. a.), auch nach Deutschland (Philharmonie Köln, Konzerthaus Dortmund u. a.), Frankreich (Paris La Cigale u. a.), England (London Royal Festival Hall u. a.), Niederlande (Rotterdamse Schowburg), Belgien, Türkei, Singapore, Taiwan (National Concert Hall Taipei), China, Jordanien (Amman Jazz Festival), Kanada, Iran, Portugal, New York, u. a.
Im Rahmen von Performanceprojekten arbeitete er u. a. mit den Künstlerkollektiven Gelitin und Saint Genet, Salvatore Viviano und Bree Zucker.

## Diskografie
- 2007: A Life, a Song, a Cigarette – CD Fresh Kills Landfill (Siluh Records)
- 2008: Marilies Jagsch – CD Obituary for a Lost Mind (Asinella / Broken Silence)
- 2008: Alp Bora Trio – CD Amber (Extraplatte)
- 2008: Mauracher – CD Loving Custodians (Universal Music Austria)
- 2008: A Life, a Song, a Cigarette – CD/LP Black Air (Siluh Records)
- 2009: Karl Flanner, ein Widerstandskämpfer – DVD (Verein für Zeitgeschichten)
- 2010: Marilies Jagsch – CD From Ice to Water to Nothing (Asinella / Broken Silence)
- 2011: Ben Martin – CD Born Under Dark Skies (violetnoise)
- 2012: Alp Bora Quartett – CD Bab (Lotus Records)
- 2012: A Life, a Song, a Cigarette – CD/LP Tideland (Siluh Records)
- 2012: Mauracher – CD Super Seven (Fabrique Records)
- 2012: Raphael Sas – CD Gespenster (Problembär)
- 2012: Schnitzlerband – (Hör-)Buch Fräulein Gustl (Edition Meerauge)
- 2012: Der Nino aus Wien – LP Des ollaletzte Liad (Das vielleicht letzte Magazin der Welt, Sampler)
- 2012: Ping Ping – EP Under Your Skin (Fabrique Records)
- 2013: Soap&Skin – 7inch Sugarbread (Pias)
- 2013: Der Zaunkönig und die silberne Flöte – Hörbuch für Kinder (Aram Verlag) – Gewinner des deutschen Medienpreises "Leopold"
- 2013: Sleep Sleep – CD/LP Gospel (Noiseappeal Records)
- 2014: Mauracher – Digital-Veröffentlichung Let's Communicate (Hurray!! Music)
- 2014: Der unbekannte Soldat – Hörbuch (Mono Verlag)
- 2014: The Twentieth Century – CD und digital (mosz records)
- 2014: Der Nino aus Wien – CD Bäume (Problembär)
- 2014: Kasar – CD und digital Walk On (Sonar Kollektiv)
- 2015: Gerard – CD Neue Welt Akustik
- 2015: Alex Miksch – CD und digital 9 Lem (Hoanzl)
- 2015: irgendetwas.schönes – digital The Making Of
- 2015: Remember Me – Song mit Mira Lu Kovacs für den Charity Sampler Melodies for Refugees (Hoanzl)
- 2016: A Life, a Song, a Cigarette – CD/LP/digital All That Glitters Is Not Gold (Wohnzimmer)
- 2016: Stephanie Hacker – CD you and me (Session Work Records)
- 2016: Der Nino aus Wien – Adria EP (Problembär)
- 2016: Ritornell – CD/LP/digital If Nine Was Eight (Karaoke Kalk)
- 2016: Goubran – CD/digital Irrlicht (Konkord)
- 2016: Einer von uns – E-Book (Text: Sandra Gugic, Kabeljau&Dorsch)
- 2016: Natalie Ofenböck und Der Nino aus Wien – Buch und CD Das grüne Album (Problembär/Charlie Bader)
- 2016: Goubran – LP Schiffe aus Schnee (Konkord)
- 2016: Donauwellenreiter – CD Euphoria (Laloki Music)
- 2017: Der Nino aus Wien – CD/LP/digital wach (Problembär/Seayou)
- 2017: Lukas Lauermann – CD/digital How I Remember Now I Remember How (col legno)
- 2017: Donauwellenreiter – CD/digital Donauwellenreiter Play Gianmaria Testa (Aestate)
- 2017: Lausch – CD/LP/digital Quiet Men (Panta R&E)
- 2018: Tocotronic – CD/LP/digital Die Unendlichkeit (Vertigo Berlin)
- 2018: Tini Trampler & Playbackdolls – CD/digital The Town In Between I + II (Preiser)
- 2018: Nabil – CD/digital Relocated
- 2018: Deine Lise – Die Physikerin Lise Meitner im Exil – Hörbuch (Buchfunk)
- 2018: Donauwellenreiter – LP Euphoria Live (Bauer Studios)
- 2018: Soap&Skin – CD/LP/digital From Gas to Solid / you are my friend (Pias)
- 2019: Tubonika – CD/digital Bunte Socken (Medienmanufaktur)
- 2019: Roedelius/Story – CD/LP/digital Lunz III (Groenland Records)
- 2019: Das Moped – Alle wollen Liebe (Sony)
- 2019: Wanda – CD/LP/digital Ciao (Universal)
- 2019: Alicia Edelweiss – CD/LP/digital When I’m enlightened everything will be better (Medienmanufaktur)
- 2019: André Heller – CD/LP/digital Spätes Leuchten (Made Jour Label)
- 2020: Violetta Parisini – CD/LP/digital Alles bleibt (Else)
- 2020: Emily Stewart – CD/digital The Anatomy Of Melancholy (col legno)
- 2020: Donauwellenreiter – CD/digital Delta (Aestate)
- 2020: Sleep Sleep – CD/LP/digital The Lost Art of Questioning Everything (19Eightyone)
- 2020: Prater WG – CD/LP/digital Im Leo (monkey)
- 2020: Lukas Lauermann – CD/digital I N (col legno)
- 2020: Lukas Lauermann – digital INprogress (col legno)
- 2021: Blacklight Chameleon – digital Tearing at the Edges of all Restraint (Nutriot Recordings)
- 2021: Alien Hand Syndrome – CD/LP/digital The Return Of The Great Comfort
- 2021: Steckers – Singles digital Lichter und Wessumer Platz (chateau lala)
- 2021: Aiko Aiko – CD/digital Al Lat (Version de paix) (Whales Records)
- 2021: Oska – Single digital Responsibility (Nettwerk Music Group)
- 2022: doppelfinger – CD/LP/digital by design (Ink Music)
- 2022: Matteo Haitzmann – CD/digital Those We Lost (Lotus Records)
- 2022: Lukas Lauermann – Single digital Alpenland IX (col legno)
- 2022: Wanda – CD/LP/digital Wanda (Universal)
- 2022: Violetta Parisini – CD/digital Unter Menschen (Else Musik)
- 2022: Hearts Hearts – Single digital Love Will Tear Us Apart (Parramatta Agency)
- 2022: Lukas Lauermann – CD/Cassette/digital Interploitation (col legno)
- 2023: Jungstötter – One Star (PIAS)
- 2023: MAIIJA – I Am (Noise Appeal)
- 2023: Prim – Meridian Steps (Alessa Records)
- 2024: Ulrich Troyer – Transit Tribe (4Bit Productions)
- 2025: Lukas Lauermann – Surface and Tension (flmnt)
- 2025: Garish – Am Ende wird alles ein Garten (Ink Music)
- 2025: Lukas Lauermann – Habit and Loss (flmnt)
- 2025: Hannes Duscher & Die Pulver – I mag die Nocht
- 2025: woschdog – Moloch
- 2025: Alicia Edelweiss – Furie (Glitterhouse)
- 2025: Lukas Lauermann – Expand and Collapse (Web Installation)

## Theatermusik
- 2005: 6 and Crime (Theater Phönix, Linz w/ Wolfgang Peidlstein)
- 2007: Hanna_3 (3raum-Anatomietheater w/ Wolfgang Peidlstein)
- 2012: Elena (Live-Hörspiel, Literaturhaus Graz, Theater im Bahnhof)
- 2012: Brief an Papa (Palais Kabelwerk)
- 2012: Soundspaziergang (MuseumsQuartier)
- 2013: Soundspaziergang (Karlsplatz)
- 2014: Epigonia (Innsbruck mit Donauwellenreiter)
- 2015: The Girl Who Is Actually A Wheelbarrow (Theater Nestroyhof Hamakom)
- 2017: Traiskirchen. Das Musical (Die schweigende Mehrheit, Wiener Festwochen)
- 2018: Instant Choir 2.0 – In jedem Mädchen ein Hafen (Werk X Petersplatz)
- 2019: Mozart ist gestorben (Dschungel Wien)
- 2023: Schnee (Regie: Ingrid Lang, Theater Nestroyhof Hamakom)

## Performance
- 2012: [Anna] (Akademie der bildenden Künste, Wien)
- 2013: Loch (Gelatin, 21er Haus, Wien)
- 2013: Melting Plot Europe (Wien, Madrid mit Bruno Galindo, Luca Pastore)
- 2013: Songs for Snowden (New York City mit Bree Zucker)
- 2013: Funeral (Albertina, Wien mit Salvatore Viviano)
- 2014: Einer von uns (Berlin, Wien mit Sandra Gugić)
- 2015: Whiteout (Wien)
- 2015: An Exemplary Case of Love Without Respite (Traiskirchen/Wien mit Saint Genet)
- 2016: Frail Affinities (Donaufestival mit Saint Genet)
- 2017: Promised Ends (Wiener Festwochen mit Saint Genet)
- 2018: Like Shapes in Dreams (Saint Genet)
- 2018: Here For Now Vol. 2 (Vancouver)
- 2019: Ganymed In Love (Kunsthistorisches Museum Wien)
- 2019: Forgiveness (Saint Genet)
- 2020: alle_walzer (Akkordeonfestival)
- 2020: Arobota.Plus (Wiener Festwochen)
- 2020: How To Protect Your Internal Eco System von Mimu Merz und Miriam Schmidtke
- 2021: Liebesbriefe (Landestheater Linz)
- 2021: Magic Queen Installation von MAEID (Biennale Venedig)
- 2021: Ganymed in Power (Kunsthistorisches Museum Wien)
- 2021: Tschernobyl (Werk X)
- 2021: Flora (Eremitage St. Petersburg)
- 2022: humanistää! (Regie: Claudia Bauer, Volkstheater Wien)
- 2023: Ganymed Bridge (Naturhistorisches Museum Wien)
- 2024: Bschlabertaler Marschbüchlein (Medienfrische)

## Filmmusik
- 2015: f o r (Stück für den Kurzfilm Penelope//Expanded von Michaela Schwentner)
- 2015: Nationalpark Donau-Auen
- 2016: Mauthausen vor der Tür (ORF III)
- 2019: Gehört, gesehen – Ein Radiofilm
- 2022: Stinking Dawn (Regie: Gelatin)
- 2022: Alpenland (Regie: Robert Schabus)
- 2022: Ich werde nicht dulden, dass ihr mich alleine lasst (Regie: Christoph Schwarz)
- 2024: Pfau – Bin ich echt? (Regie: Bernhard Wenger)
- 2024: Rote Sterne überm Feld (Regie: Laura Laabs)
- 2025: Country Crew (Regie: Tim Sandow)
- 2025: Karl Ratzer – In Search of the Ghost (Regie: Thomas Roth)

## Hörspiel
- 2014: Häcking (Text/Konzept: Mimu Merz)
- 2015: Einer von uns (Fassung für Hörspiel, Text: Sandra Gugic)

## Preise
- 2013: Leopold Medienpreis mit Der Zaunkönig und die silberne Flöte[4]
- 2014: Track5 Award der Schule für Dichtung mit Häcking[5]
- 2014: Startstipendium Musik des BMUKK
- 2021: Niederösterreichischer Kulturpreis – Anerkennungspreis in der Kategorie „Musik“[6]
- 2022: Nestroy Theaterpreis – Beste Aufführung im deutschsprachigen Raum mit humanistää! (Volkstheater Wien, Regie: Claudia Bauer)

Nominierungen:
- 2008: Amadeus Austrian Music Award (FM4 Award) mit A Life, a Song, a Cigarette
- 2009: Amadeus Austrian Music Award (FM4 Award) mit A Life, a Song, a Cigarette
- 2025: Österreichischer Filmpreis in der Kategorie Beste Musik